# 奈克方塊
奈克方塊（Necker cube），或稱為内克尔立方体，是一個错视的圖像，由瑞士晶體學家路易斯·艾伯特·奈克在其1832年發表的論文中首次提出。
奈克方塊是一個由12條線組成的圖像，是等大透視的角度繪畫一個立方體，等長的平行線不論其遠近，在圖中會畫成等長的平行線，其中沒有任何關於立體的資訊。因此對於立方體的放置位置及觀看角度會有模稜兩可的詮釋。

## 有歧義性的圖

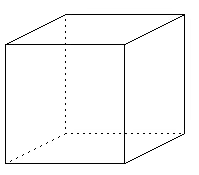
一種詮釋奈克方塊的方式，虛線的線表示在圖的後方

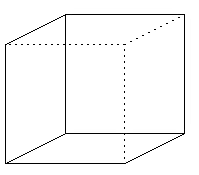
另一種詮釋奈克方塊的方式

奈克方塊是個有歧義性的圖，一種詮釋方式是在一個較高位置看透明立方體的俯視圖，另一種詮釋方式是在一個較低位置看透明立方體的仰視圖。
人類的視覺系統在接收這類的圖像時，會設法詮釋圖像的各部份，使整體的圖像沒有矛盾之處。有時會用奈克方塊來測試人人類視覺系統的電腦模型，測試電腦模型是否可以像人類視覺系統一樣的詮釋這個圖象。
大多數的人在看奈克方塊時，會將左前方的面視為立方體最接近觀察者的一面，也許是因為人們在物體上方俯視物體的機率遠高於物體下方仰視物體的情形，因此大腦傾向以這個的方式來詮釋圖像。

左邊是奈克方塊，右邊是不可能立方體

人類在觀看奈克方塊時，不會對方塊的各部份有不一致的詮釋。若有不一致的詮釋，其結果可能會類似不可能立方體，是不可能物體的一種。
由奈克方塊可以看出人類視覺系統的一些特性。人類詮釋奈克方塊的方式可以說明人腦有類似類神經網路的特性，存在二個不一樣，但都可以互換的穩定狀態。西德尼·布拉德福在出生後10個月就失明，在52歲時接受手術恢復視力，他觀看奈克方塊時不會像一般人有模稜兩可詮釋的情形。。

## 知識論
在知識論中用奈克方塊的例子來反對素樸實在論，素樸實在論認為人們是以世界實際存在的樣子來認知這個世界。但在奈克方塊的例子中，可以看到二種不同的立方體（或二種中的一種），但事實上沒有立方體，只有一個由12條線組成的二維圖形，所看到的是沒有實際存在的物體，因此否定了素樸實在論。這個例子可以用來支持表現實在論。
旋轉的奈克方塊可用來說明人類的視覺系統會有一種稱為「cue recruitment」的現象，會影響對圖象的認知方式。